# Arnoldus Molengraaff
Arnoldus Molengraaff, né le 25 février 1755 à Vught et mort le 29 janvier 1822 à Geldrop, est un homme politique néerlandais.

## Biographie
Molengraaff devient bourgmestre de la petite ville brabançonne de Vught, près de Bois-le-Duc, en 1794. Avec la Révolution batave et la mise en place de la République batave, Molengraaff est élu député du district d'Oisterwijk à la première assemblée nationale batave. Il siège aux côtés des unitaristes et n'est pas réélu lors du renouvellement de l'assemblée le 2 août 1797.
Il reste toutefois à la tête de la municipalité de Vught jusqu'en 1803 puis s'installe à Geldrop, près d'Eindhoven. Il devient alors bailli de Mierlo.